# Pablo Groeber
Pablo Groeber (Estrasburgo, 13 de junio de 1885; San Isidro, 16 de mayo de 1964) fue un geólogo alemán cuya tarea de investigación, además de otros aportes, permitió avanzar sobre el conocimiento de las causas y dinámica del levantamiento de la Cordillera de los Andes.

## Primeros años
Pablo Groeber nació en Estrasburgo, entonces perteneciente al Imperio alemán, el 13 de junio de 1885. Cursó sus primeros estudios en esa ciudad y luego completó su formación científica en las universidades de Múnich y la Gottingen. 

Una vez obtenido su doctorado, comenzó a trabajar en el Instituto de Geología de la Universidad de Königsberg. Con el apoyo de la institución, durante más de un año realizó trabajos de investigación, especialmente en estratigrafía, en Tian Shan, en Asia Central.

## Trayectoria profesional
En 1911 se incorporó al servicio de la Dirección General de Minas, Geología e Hidrología de la Argentina, junto con otros destacados científicos europeos.
Ejerció la docencia en el nivel medio en la Escuela Industrial Otto Krause, y superior en el Instituto Superior del Profesorado, y en la Universidad de Buenos Aires durante un breve período en la Facultad de Agronomía y durante casi 20 años en la Facultad de Ciencias Exactas, Físicas y Naturales y en la Universidad de La Plata, hasta su retiro en 1952.
Groeber trabajó a lo largo de varias décadas en el estudio del levantamiento de los Andes, dentro del marco teórico asociado al concepto de «fases tectónicas», que postula la sucesión de episodios de formación de diferente intensidad y descarta de idea de una fase determinada vinculada a una edad específica. Sus investigaciones y elaboraciones teóricas fueron la base sistematizada sobre la que se desarrollaron los estudios y avances posteriores. 

La interpretación y las conclusiones de Groeber acerca del carácter episódico del levantamiento de los Andes han sido ratificadas por estudios posteriores, desarrollados en muchos casos como complemento y a partir de ellas.

## Publicaciones
Su investigación quedó registrada en varios libros y numerosos trabajos publicados en revistas especializadas. 

El primero de ellos fue el resultado de sus trabajos de investigación sobre las causas del colapso del endicamiento natural de la laguna Cari Lauquen,  que tuvo como consecuencia el catastrófico aluvión del río Colorado de 1914. 

Sus viajes en el territorio centro occidental de Argentina le permitieron elaborar un texto que analiza la toponimia de etimología araucana. 

Entre sus publicaciones más destacadas se encuentran:
- Estratigrafía del dogger en la República Argentina : estudio sintético comparativo (1ª edición). Ministerio de Agricultura de la Nación. 1918.[10]
- Lineas fundamentales de la geología del Neuquén, sur de Mendoza y regiones adyacentes (1ª edición). Ministerio de Agricultura de la Nación. 1929.[11]
- Confluencias de los ríos Grande y Barrancas (Mendoza y Neuquén): descripción de la hoja 31c del mapa geológico general de la República Argentina (1ª edición). Ministerio de Agricultura de la Nación. Dirección de Minas y Geología. 1933.[12]

## Reconocimientos y homenajes
- Lleva su nombre el Instituto de Estudios Andinos "Don Pablo Groeber", creado en 2010, dependiente del CONICET.[13]
- La Academia Nacional de Ciencias Exactas, Físicas y Naturales creó en su homenaje un premio a los trabajos en Estratigrafía del Jurásico y Cretácico.[14]
- Premio Perito Francisco Pascasio Moreno (1953) por su trabajo "Mesozoico".[15]
- Premio Holmberg de la Sociedad Científica Argentina.[16]
- Homenaje frente a la sede de la Universidad Nacional del Comahue en Zapala.[17]